# Hypocnemis
Genre
Hypocnemis est un genre d'oiseaux de la famille des Thamnophilidae.

## Localisation et habitat
Les oiseaux du genre Hypocnemis habitent au nord de l'Amérique du Sud.

## Liste des espèces
Selon la classification de référence du Congrès ornithologique international (version 6.4, 2016) :
- Hypocnemis cantator — Alapi carillonneur (Boddaert, 1783)
- Hypocnemis flavescens — Alapi flavescent Sclater, PL, 1865
  - Hypocnemis flavescens flavescens Sclater, PL, 1865
  - Hypocnemis flavescens perflava Pinto, 1966
- Hypocnemis peruviana — Alapi de Taczanowski, Alapi de Yurimaguas Taczanowski, 1884
  - Hypocnemis peruviana saturata Carriker, 1930
  - Hypocnemis peruviana peruviana Taczanowski, 1884
- Hypocnemis subflava — Alapi soufré Cabanis, 1873
  - Hypocnemis subflava collinsi Cherrie, 1916
  - Hypocnemis subflava subflava Cabanis, 1873
- Hypocnemis ochrogyna — Alapi ocré Zimmer, JT, 1932
- Hypocnemis striata — Alapi de Santarem, Alapi de Spix (von Spix, 1825)
  - Hypocnemis striata implicata Zimmer, JT, 1932
  - Hypocnemis striata striata (von Spix, 1825)
  - Hypocnemis striata affinis Zimmer, JT, 1932
- Hypocnemis rondoni — Alapi de Rondon Whitney, BM & al, 2013
- Hypocnemis hypoxantha — Alapi à sourcils jaunes, Fourmilier à sourcils jaunes Sclater, PL, 1869
  - Hypocnemis hypoxantha hypoxantha Sclater, PL, 1869
  - Hypocnemis hypoxantha ochraceiventris Chapman, 1921